# Josef Schindler (Kirchenhistoriker)
Josef Schindler (* 23. Juni 1835 in Lachowitz, Böhmen; † 22. Februar 1911 in Prag) war ein österreichischer römisch-katholischer Theologe, Kirchenhistoriker und Hochschullehrer. Sein wissenschaftlicher Schwerpunkt war die Kirchengeschichte Böhmens.

## Leben
Als Bauernsohn studierte Schindler katholische Theologie an der Universitas Carolo-Ferdinandea zu Prag. Er wurde 1860 zum Priester geweiht und 1865 zum Dr. theol. promoviert. An der Universität Prag war Schindler ab 1862 als Adjunkt an der theologischen Fakultät tätig. Bei einer Reise durch die Mitgliedstaaten des Deutschen Bundes machte er die Bekanntschaft der Theologen Josef Hergenröther, Franz Hettinger und Karl Joseph von Hefele.
Er übernahm Vertretungsprofessuren an der Karls-Universität Prag in Pastoraltheologie, Fundamentaltheologie und Kirchengeschichte. 1871 wurde er a.o. Professor für Kirchengeschichte. Nachdem er 1874 zum o. Professor ernannt worden war, nahm er 1878 die Patrologie in den Lehrplan auf. 1881/1882 war er der letzte Rektor vor der nationalen Prager Universitätsspaltung. 1894/95 war er auch Rektor der Karl-Ferdinands-Universität.  Als Rektor der Universität gehörte er dem Böhmischen Landtag an.
1898 wurde Schindler Propst des Kollegiatstifts Allerheiligen auf dem Prager Hradschin.
Er war Ehrenmitglied der katholischen Studentenverbindung KDStV Ferdinandea Prag im CV.

## Schriften
- Johannes Hus, 1872
- Die Reliquien des hl. Albert, 1880
- Der hl. Laurentius von Brindisi, 1882
- Der hl. Wolfgang in seinem Leben und Wirken, 1885
- Das Sociale Wirken der kath. Kirche in der Prager Erzdiöcese, 1902